# Estonie au Concours Eurovision de la chanson 2024
L'Estonie est l'un des trente-sept pays participant au Concours Eurovision de la chanson 2024 qui se déroule à Malmö en Suède. Le pays est représenté par 5miinust & Puuluup, avec leur chanson (nendest) narkootikumidest ei tea me (küll) midagi, sélectionnés lors de l'Eesti Laul 2024.

## Sélection
Le diffuseur estonien Eesti Rahvusringhääling (ERR) confirm le 15 septembre 2023 la participation de l'Estonie au Concours Eurovision de la chanson 2024, annonçant par la même occasion l'organisation de la 16e édition de l'Eesti Laul pour sélectionner son représentant. 

### Format
Contrairement aux éditions précédentes, le concours s'organise cette année en deux émissions: une demi-finale — au lieu de deux les années précédentes — à laquelle prennent part quinze des vingt chansons en lice, et une finale où les cinq chansons qualifiées de la demi-finale rejoignent cinq autres chansons participantes, qualifiées d'office. 
La demi-finale a lieu le 20 janvier 2024, à Tartu. Sur les quinze participants, trois se qualifient dans un premier temps via un vote partagé entre le télévote estonien pour moitié et le vote d'un jury pour l'autre moitié. Dans un second temps, deux artistes supplémentaires se qualifient lors d'un nouveau tour de vote constitué uniquement du télévote estonien.
La finale a , quant à elle, lieu le 17 février en direct de Tallinn. Celle-ci se déroule en deux temps. D'abord, un jury international et le télévote estonien désignent trois artistes qui seront qualifier pour la « superfinale ». Le vainqueur sera choisi par le télévote estonien seul parmi ces trois artistes.
Les deux soirées sont présentéss par Tõnis Niinemets et Grete Kuld.

### Participants
La période de dépôt des candidatures est ouverte par ERR dès le 15 septembre 2023 et ferme le 23 octobre. Comme lors des éditions précédentes, les frais de participation dépendent de la langue de la chanson : 50 € pour les chansons en estonien, 100 € pour les chansons en anglais et 200 € pour les chansons multilingues ou dans d'autres langues. Au terme de cette période, ce sont 215 chansons qui ont été reçues par le diffuseur. Un jury de 41 membres sélectionne les 20 participants parmi ces candidatures. Les participants à la demi-finale sont annoncés le 6 novembre 2023, tandis que les cinq finalistes qualifiés d'office sont annoncés le lendemain,.
| Artiste                   | Titre                                              | Langue   | Auteur(s)                                                                            |
| ------------------------- | -------------------------------------------------- | -------- | ------------------------------------------------------------------------------------ |
| 5miinust & Puuluup        | (nendest) narkootikumidest ei tea me (küll) midagi | Estonien | Põhja Korea, Kohver, Lancelot, Päevakoer, Marko Veisson, Ramo Teder, Kim Wennerström |
| Anet Vaikmaa              | Serotoniin                                         | Estonien | Sven Lõhmus                                                                          |
| Antsud                    | Vetevaim                                           | Estonien | Alie Alveus, Antsud                                                                  |
| Brother Apollo            | Bad Boy                                            | Anglais  | Erkki Sippel, Joseph Miettinen                                                       |
| Carlos Ukareda            | Never Growing Up                                   | Anglais  | Carlos Ukareda                                                                       |
| Cartoon & Ewert Sundja    | Oblivion                                           | Anglais  | Joosep Järvesaar, Hugo Martin Maasikas, Ewert Sundja                                 |
| Cecilia                   | FOMO                                               | Anglais  | Cecilia-Martina Mägi, Sander Sadam, Liis Hainla                                      |
| Daniel Levi               | Over the Moon                                      | Anglais  | Daniel Levi Viinalass, Vallo Kikas, Victor Crone                                     |
| Ewert and The Two Dragons | Hold Me Now                                        | Anglais  | Ewert Sundja, Erki Pärnoja, Ivo Etti, Kristjan Kallas                                |
| Inga                      | No Dog On a Leash                                  | Anglais  | Inga Tislar, Markus Palo                                                             |
| Ingmar                    | Dreaming                                           | Anglais  | Ingmar Erik Kiviloo                                                                  |
| Laura                     | Here's Where I Draw the Line                       | Anglais  | Laura Põldvere, Johannes Lõhmus                                                      |
| Nele-Liis Vaiksoo         | Käte ümber jää                                     | Estonien | Allan Kasuk, Marek Sadamm, Nele-Liis Vaiksoo, Peter Põder                            |
| Ollie                     | My Friend                                          | Anglais  | Oliver Mazurtšak                                                                     |
| Peter Põder               | Korra veel                                         | Estonien | Peter Põder                                                                          |
| Silver Jusilo             | Lately                                             | Anglais  | Silver Jusilo, Markus Palo                                                           |
| Sofia Rubina              | Be Good                                            | Anglais  | Jason Hunter, Robert Stanley Montes, Renae Rain                                      |
| Traffic                   | Wunderbar                                          | Estonien | Stig Rästa, Silver Laas                                                              |
| Yonna                     | I Don't Know About You                             | Anglais  | Johanna Eendra, Jakob Kaarma, Semjon Greef                                           |
| Uudo Sepp & Sarah Murray  | Still Love                                         | Anglais  | Aleksi Wiklund, Joel Sundkvist, Liis Hainla, Uudo Sepp                               |

### Demi-finale
La demi-finale a lieu le 20 janvier 2024 à l'Ülikooli Spordihoone, à Tartu. Elle est présentée par Tõnis Niinemets et Grete Kuld, et voit ses quinze participants s'affronter pour cinq places en finale. L'ordre de passage est annoncé le 7 janvier 2024.
À l'issue du premier tour de vote, les trois chansons ayant reçu le meilleur score de la part du jury et du télévote se qualifient pour la finale, tandis que les douze autres sont à nouveau soumises au vote du public. À la fin de ce second tour de vote, les deux chansons recevant le plus de voix se qualifient.
- Qualifié au premier tour par le jury et le télévote
- Qualifié au second tour par le télévote seul

| Ordre | Artiste                   | Titre                                              | Premier tour | Premier tour | Premier tour | Premier tour | Premier tour | Premier tour | Second tour | Second tour |
| Ordre | Artiste                   | Titre                                              | Jury         | Jury         | Télévote     | Télévote     | Total        | Place        | Télévote    | Place       |
| Ordre | Artiste                   | Titre                                              | Voix         | Points       | Voix         | Points       | Total        | Place        | Télévote    | Place       |
| ----- | ------------------------- | -------------------------------------------------- | ------------ | ------------ | ------------ | ------------ | ------------ | ------------ | ----------- | ----------- |
| 1     | 5miinust & Puuluup        | (nendest) narkootikumidest ei tea me (küll) midagi | 218          | 4            | 6 794        | 12           | 16           | 2            | —           | —           |
| 2     | Inga                      | No Dog On a Leash                                  | 269          | 8            | 640          | 2            | 10           | 7            | 435         | 7           |
| 3     | Ollie                     | My Friend                                          | 242          | 7            | 3 242        | 10           | 17           | 1            | —           | —           |
| 4     | Yonna                     | I Don't Know About You                             | 151          | 0            | 343          | 0            | 0            | 13           | 213         | 9           |
| 5     | Peter Põder               | Korra veel                                         | 117          | 0            | 323          | 0            | 0            | 14           | 1 413       | 2           |
| 6     | Cartoon & Ewert Sundja    | Oblivion                                           | 286          | 10           | 640          | 1            | 11           | 6            | 850         | 5           |
| 7     | Traffic                   | Wunderbar                                          | 242          | 6            | 983          | 6            | 12           | 4            | 1 278       | 3           |
| 8     | Ingmar                    | Dreaming                                           | 195          | 3            | 1 868        | 8            | 11           | 5            | 1 078       | 4           |
| 9     | Anet Vaikmaa              | Serotoniin                                         | 170          | 0            | 892          | 5            | 5            | 9            | 1 864       | 1           |
| 10    | Laura                     | Here's Where I Draw the Line                       | 174          | 1            | 1 321        | 7            | 8            | 8            | 349         | 8           |
| 11    | Sofia Rubina              | Be Good                                            | 236          | 5            | 188          | 0            | 5            | 11           | 102         | 12          |
| 12    | Antsud                    | Vetevaim                                           | 121          | 0            | 394          | 0            | 0            | 12           | 199         | 10          |
| 13    | Silver Jusilo             | Lately                                             | 99           | 0            | 305          | 0            | 0            | 15           | 109         | 11          |
| 14    | Cecilia                   | FOMO                                               | 185          | 2            | 720          | 3            | 5            | 10           | 515         | 6           |
| 15    | Ewert and The Two Dragons | Hold Me Now                                        | 295          | 12           | 802          | 4            | 16           | 3            | —           | —           |

### Finale
La finale a lieu le 17 février 2024 à Tallinn et est présentée par Tõnis Niinemets et Grete Kuld. Elle voit les cinq participants qualifiés d'office affronter les cinq participants qualifiés de la demi-finale.
Comme les éditions précédentes, elle se déroule en deux tours : parmi les dix chansons, les trois obtenant le meilleur score de la part du public estonien et du jury se qualifient pour le second tour de vote, où le public les départagera seul.
- Qualifié pour le second tour
- Première place
- Deuxième place
- Troisième place
- Dernière place

| Ordre | Artiste                   | Titre                                              | Jury  | Jury   | Télévote | Télévote | Total | Place |
| Ordre | Artiste                   | Titre                                              | Total | Points | Votes    | Points   | Total | Place |
| ----- | ------------------------- | -------------------------------------------------- | ----- | ------ | -------- | -------- | ----- | ----- |
| 1     | Brother Apollo            | Bad Boy                                            | 43    | 3      | 413      | 1        | 4     | 10    |
| 2     | Carlos Ukareda            | Never Growing Up                                   | 54    | 6      | 634      | 2        | 8     | 6     |
| 3     | Ewert and The Two Dragons | Hold Me Now                                        | 43    | 4      | 806      | 3        | 7     | 7     |
| 4     | Anet Vaikmaa              | Serotoniin                                         | 63    | 7      | 2 945    | 6        | 13    | 4     |
| 5     | Ollie                     | My Friend                                          | 74    | 12     | 7 384    | 10       | 22    | 1     |
| 6     | Daniel Levi               | Over the Moon                                      | 43    | 5      | 4 040    | 8        | 13    | 5     |
| 7     | Uudo Sepp & Sarah Murray  | Still Love                                         | 33    | 1      | 1 179    | 5        | 6     | 8     |
| 8     | Peter Põder               | Korra veel                                         | 33    | 2      | 1 092    | 4        | 6     | 8     |
| 9     | 5miinust & Puuluup        | (nendest) narkootikumidest ei tea me (küll) midagi | 67    | 8      | 16 740   | 12       | 20    | 2     |
| 10    | Nele-Liis Vaiksoo         | Käte ümber jää                                     | 69    | 10     | 3 152    | 7        | 17    | 3     |

| Ordre | Chanson                                            | L. Clark | W.L. Adams | A. Peebo | H. Remes | J. Gutierrez | O. Tøpholm | T. Lárusdóttir | A. Rogers | A. Sahlene | Total |
| ----- | -------------------------------------------------- | -------- | ---------- | -------- | -------- | ------------ | ---------- | -------------- | --------- | ---------- | ----- |
| 1     | Bad Boy                                            | 5        | 7          | 4        | 8        | 1            | 3          | 1              | 8         | 6          | 43    |
| 2     | Never Growing Up                                   | 12       | 6          | 6        | 4        | 3            | 6          | 4              | 5         | 8          | 54    |
| 3     | Hold Me Now                                        | 3        | 3          | 2        | 3        | 8            | 2          | 5              | 10        | 7          | 43    |
| 4     | Serotoniin                                         | 8        | 8          | 7        | 5        | 6            | 10         | 10             | 7         | 2          | 63    |
| 5     | My Friend                                          | 7        | 10         | 8        | 10       | 10           | 12         | 3              | 4         | 10         | 74    |
| 6     | Over the Moon                                      | 2        | 5          | 12       | 6        | 7            | 4          | 2              | 1         | 4          | 43    |
| 7     | Still Love                                         | 6        | 1          | 3        | 1        | 4            | 7          | 6              | 2         | 3          | 33    |
| 8     | Korra veel                                         | 1        | 2          | 1        | 7        | 2            | 5          | 7              | 3         | 5          | 33    |
| 9     | (Nendest) narkootikumidest ei tea me (küll) midagi | 10       | 12         | 5        | 12       | 12           | 1          | 8              | 6         | 1          | 67    |
| 10    | Käte ümber jää                                     | 4        | 4          | 10       | 2        | 5            | 8          | 12             | 12        | 12         | 69    |

| Ordre | Artiste            | Titre                                              | Télévote | Position |
| ----- | ------------------ | -------------------------------------------------- | -------- | -------- |
| 1     | Ollie              | My Friend                                          | 12 494   | 2        |
| 2     | 5miinust & Puuluup | (nendest) narkootikumidest ei tea me (küll) midagi | 26 422   | 1        |
| 3     | Nele-Liis Vaiksoo  | Käte ümber jää                                     | 5 014    | 3        |

Le concours s'achève sur la victoire de 5miinust & Puuluup, qui représenteront l'Estonie à l'Eurovision 2024.

## À l'Eurovision
L'Estonie participe à la seconde moitié de la seconde demi-finale, le jeudi 9 mai 2024 et finit 6e avec 79 points ce qui qualifie le pays. Lors de la finale du 11 mai, l'Estonie passe en neuvième position et termine 20e sur 25 avec 37 points.